# Le Change
Le Change är en kommun i departementet Dordogne i regionen Nouvelle-Aquitaine i sydvästra Frankrike. Kommunen ligger i kantonen Savignac-les-Églises som tillhör arrondissementet Périgueux. År 2018 hade Le Change 640 invånare.

## Befolkningsutveckling
Antalet invånare i kommunen Le Change
Referens:INSEE